# Christian Gollier
Christian Gollier (né le 11 juin 1961 à Bruxelles) est un économiste belge. Il est actuellement directeur général de Toulouse School of Economics, qu'il a cofondé avec Jean Tirole en 2007 et où il a occupé le poste de directeur adjoint de 2007 à 2009.
Il est l'un des Lead Authors du Rapport du Groupe d'experts intergouvernemental sur l'évolution du climat (GIEC) sur le changement climatique en 2007, qui a reçu cette année-là le prix Nobel de la paix.

## Parcours

### Formation
Christian Gollier réalise ses études secondaires « Scientifique A » au collège cardinal Mercier à Braine-l'Alleud (1979). Il obtient en 1984 un diplôme d'ingénieur civil en mathématiques appliquées de l'université catholique de Louvain, puis dans le même établissement un doctorat d'économie (1988).

### Parcours
Il a passé une année en 2016 en tant que professeur invité au département d'économie de l'université Columbia (Wesley Clair Mitchell Visiting Research Professor). De 2020 à 2024, il est président de l'Association européenne des économistes de l'environnement  (EAERE).
En 2020, il est installé par le président français Emmanuel Macron au sein d'une commission d'experts sur les grands défis économiques, dirigée par les économistes Jean Tirole et Olivier Blanchard et chargée d’émettre des recommandations pour surmonter les défis liés au climat, aux inégalités et à la démographie.
Il est invité pour l'année 2021-2022 sur la chaire annuelle « Avenir Commun Durable » du Collège de France.

## Recherches
Ses recherches portent sur les choix d'épargne et d'assurance, l'allocation des risques dans l'économie, la gestion de portefeuille, l'évaluation des actifs et des investissements, le principe de précaution, l'analyse coût-bénéfice, le développement durable et les liens entre l’économie et la psychologie. Elles ont un thème unificateur : la théorie de la décision dans l'incertain.

## Décoration
- Chevalier de la Légion d'honneur (2015)[4].

## Récompenses
Christian Gollier a obtenu le « Paul Samuelson Award » et le prix « Risques/Les Échos » pour son livre « The Economics of Risk and Time » publié en 2001 par MIT Press. Il est par ailleurs lauréat des prix Ernst-Meyer et « Royale belge », ainsi que de plusieurs autres récompenses (Institut universitaire de France, ERC, …) liées à ses publications scientifiques. Il a été un des Lead Authors du Rapport du Groupe d'experts intergouvernemental sur l'évolution du climat (GIEC) sur le changement climatique en 2007, qui a reçu cette année-là le prix Nobel de la paix. En 2011, il reçoit le prix Erik-Kump.

## Ouvrages
Christian Gollier est l'auteur de plusieurs ouvrages scientifiques, et d'une centaine d'articles publiés dans des revues internationales.
- The Economics of Risk and Time, MIT Press, 2001
- Le principe de précaution (avec F. Ewald et N. de Sadeleer), PUF, coll. « Que sais-je ? », no 3596, 2001
- Economic and financial decisions under uncertainty (avec L. Eeckhoudt and H. Schlesinger), Princeton University Press, 2005
- Pricing the planet's future: the economics of discounting in an uncertain world, 2012
- Ethical Asset Valuation and the Good Society, 2017
- Le climat après la fin du mois, PUF, 2019  (ISBN 978-2130818854)

## Vie personnelle
Christian Gollier est marié, il a quatre enfants[réf. nécessaire].

### Cours du Collège de France
Comment organiser la société pour atteindre les objectifs de réduction des émissions de CO2 ? Face aux enjeux environnementaux et écologiques :
1. Christian Gollier (2022) Cours 1/8 : Du sang, des larmes et de la sueur : les coûts de la transition énergétique, analyse « comment inscrire notre responsabilité individuelle dans nos actes ». (21 juin 2022 ; 58 min)
2. Christian Gollier (2022) Cours 2/8 : Réussir la transition : pour un prix unique du carbone en Europe
3. Christian Gollier (2022) Cours Comment organiser la société pour affronter le défi climatique et pourquoi la politique climatique est-elle difficile à porter ? Quel est le rôle des prix sur les comportements ? 22 juin 2022
4. Christian Gollier (2022) Cours 3/8 : Incertitudes technologiques majeures pour l'objectif 2 °C. Confrontés aux défis du réchauffement climatique, jouons-nous à la roulette russe, quand il s'agit de donner une valeur au carbone, aujourd'hui et à l'avenir ? 23 juin 2022
5. Christian Gollier (2022) Cours 4/8 : Vers une éthique de nos responsabilités envers les générations futures par Christian Gollier ; « Peut‐on baser une éthique de nos responsabilités envers les générations futures sur l'hypothèse que tout ira bien » ? Demande l'économiste Christian Gollier, titulaire de la chaire annuelle « Avenir commun durable ». 24 juin 2022
6. Christian Gollier (2022) Cours 5/8  : Éléments d'une histoire de la prise en compte du long terme dans le capitalisme par Christian Gollier ; « Les marchés ont-ils poussé à trop de sacrifices pour les générations futures ? » « Est ce que les acteurs de l'économie capitaliste ont eu les justes incitations pour faire des bons investissements, dans le sens de l'intérêt général ? ». 27 juin 2022
7. Christian Gollier (2022) Cours 6/8 : Apports des théories modernes de la finance et de la croissance ; Pourquoi pénalisons-nous le futur ? Quel devrait être le niveau d'ambition climatique des générations présentes ? S'interroge l'économiste Christian Gollier. Pourquoi existe-t-il des arguments forts pour actualiser les bénéfices certains à long terme à un taux faible ?  28 juin 2022
8. Christian Gollier (2022) Cours 7/8 : Prise en compte du long terme par une humanité au destin profondément incertain ; Comment gérer les incertitudes profondes qui entourent la dynamique climatique et les progrès technologiques verts, sans lesquels rien ne sera possible ? Quel est le rôle de l'incertitude sur la prise en compte du long terme ? Et comment représenter l'incertitude de très long terme ?  29 juin 2022
9. Christian Gollier (2022) Cours 8/8 : Fin du monde et fin du mois : comment concilier économie et écologie ? Quelles doivent être les politiques climatiques pour demain? Quelle que soit l'approche ou la méthode, pourquoi le thermomètre est-il la valeur carbone ? Quelle est l'importance du mot durable, aujourd'hui, et pourquoi le concept de durabilité a-t-il du mal à passer en actes ? 30 juin 2022